# 贝尔格莱德广场

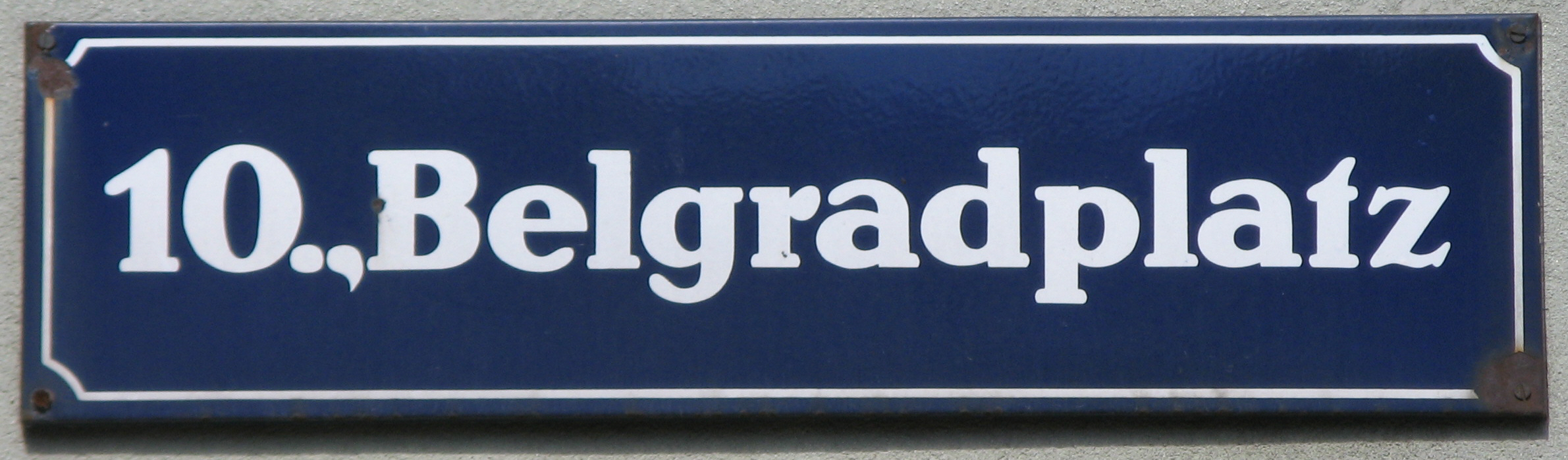
贝尔格莱德广场

贝尔格莱德广场（Belgradplatz）是奥地利首都维也纳的一个广场，位于法沃里滕区（第10区），占地6580m²。
贝尔格莱德广场是在1900年命名，为纪念在土耳其战争中，欧根亲王在1717年，以及劳登将军在1789年，征服贝尔格莱德。

## 位置和特征
贝尔格莱德广场位于大卫巷（Davidgasse）、Malborghetgasse、Rotenhofgasse和Bernhardtstalgasse之间。这一带主要是战后的住宅，以及海勒巧克力工厂。交通情况相当安静，只有大卫巷的汽车通过较为频繁。7A路巴士在贝尔格莱德广场停靠。

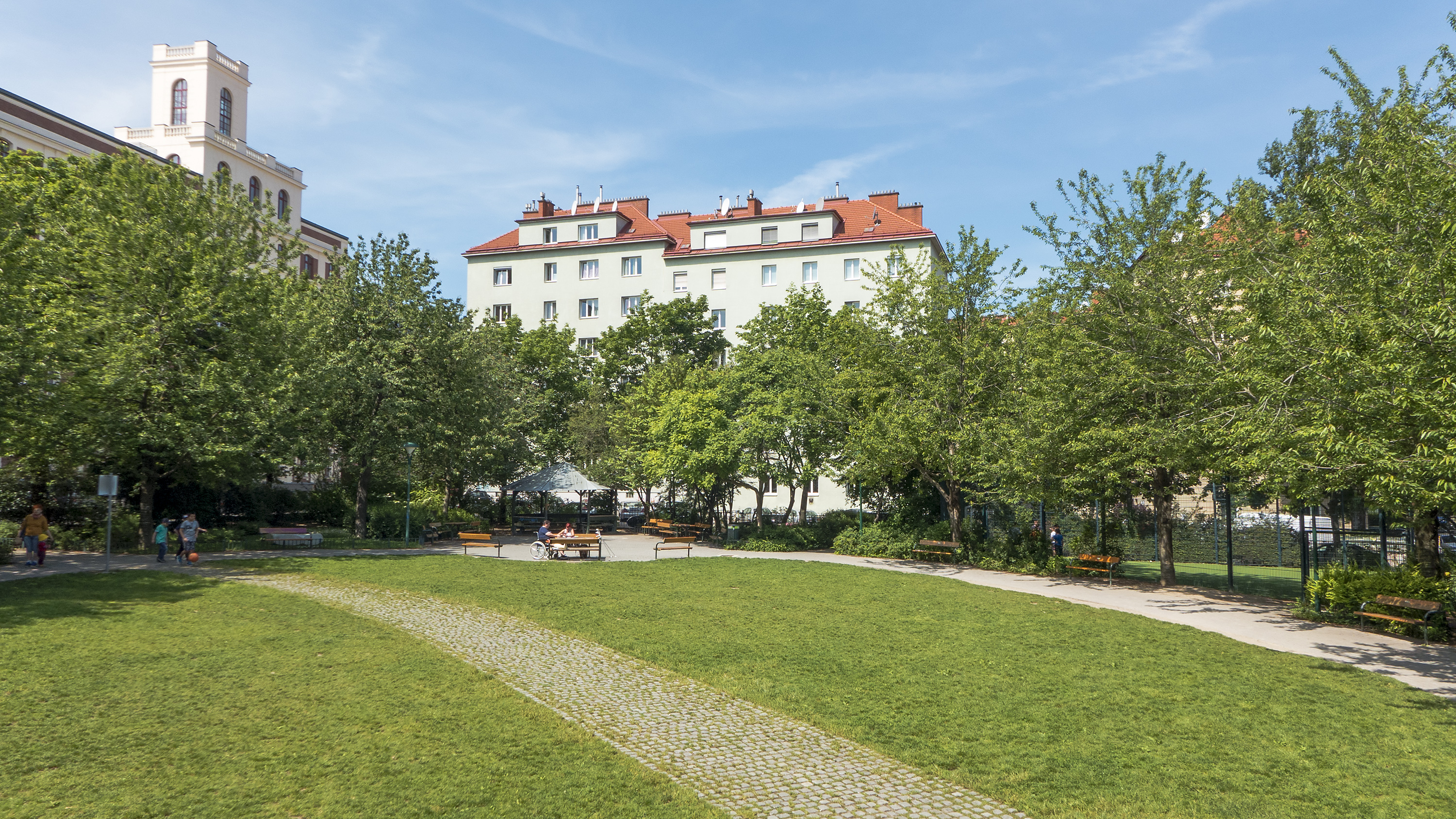
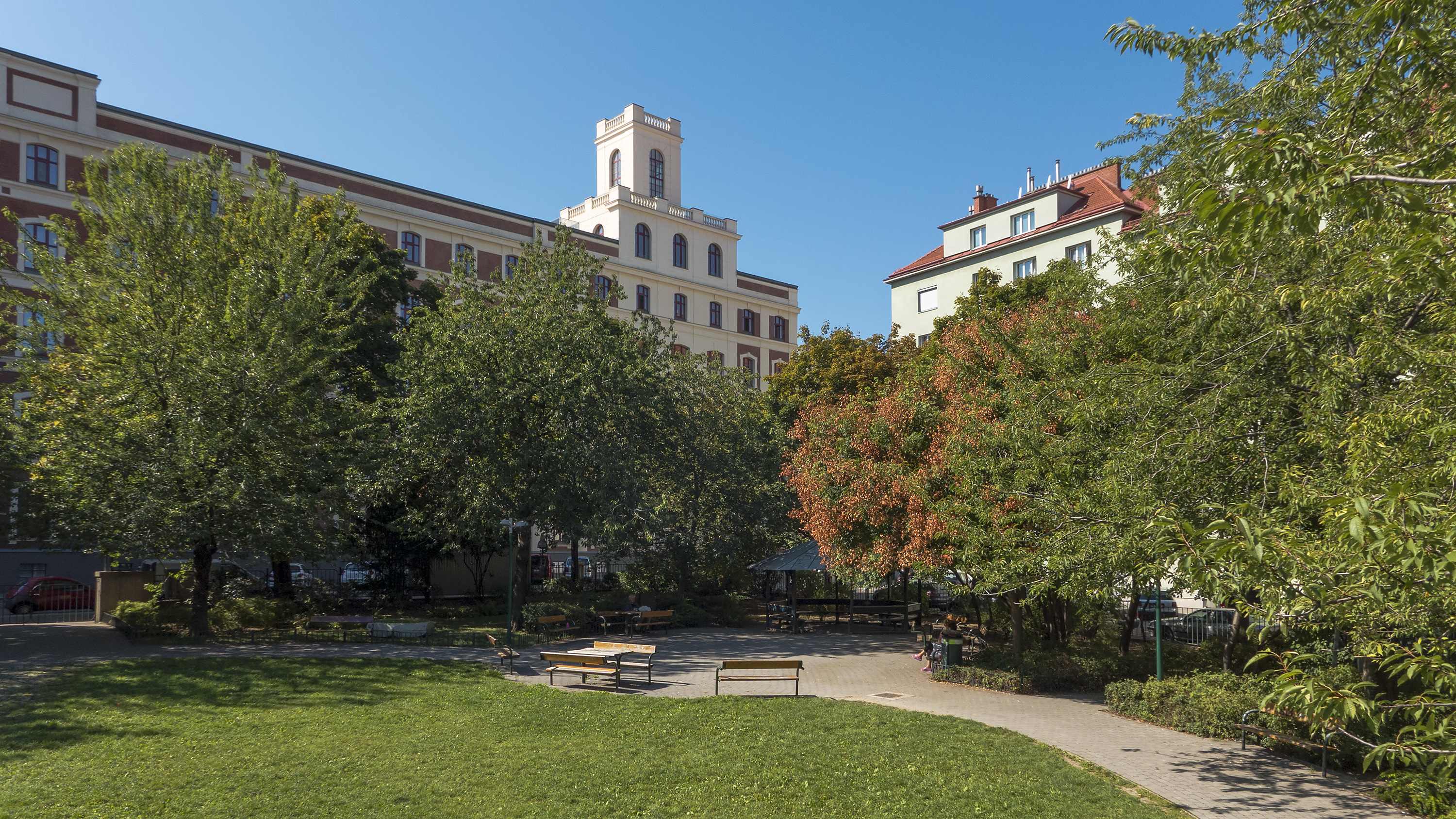
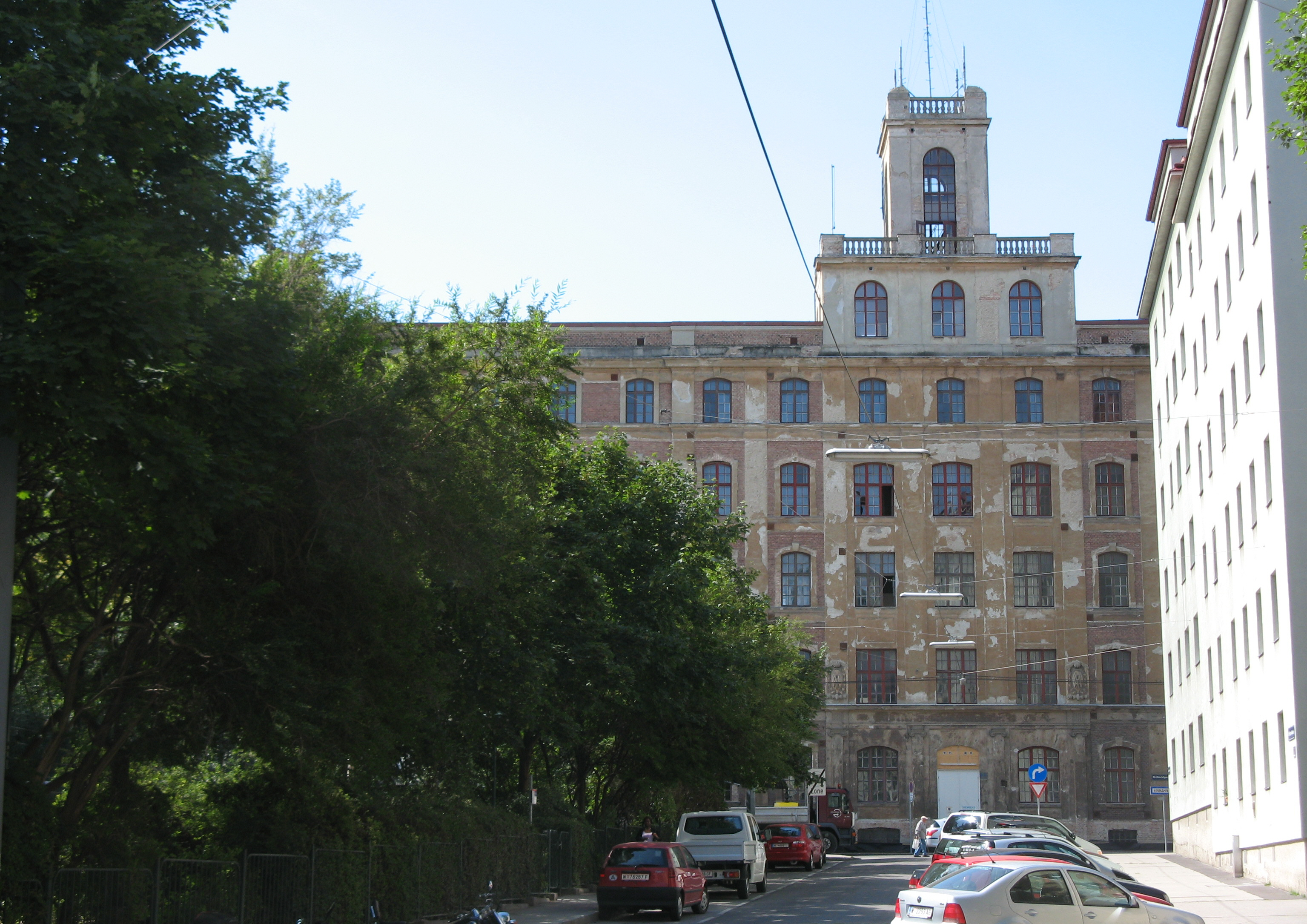
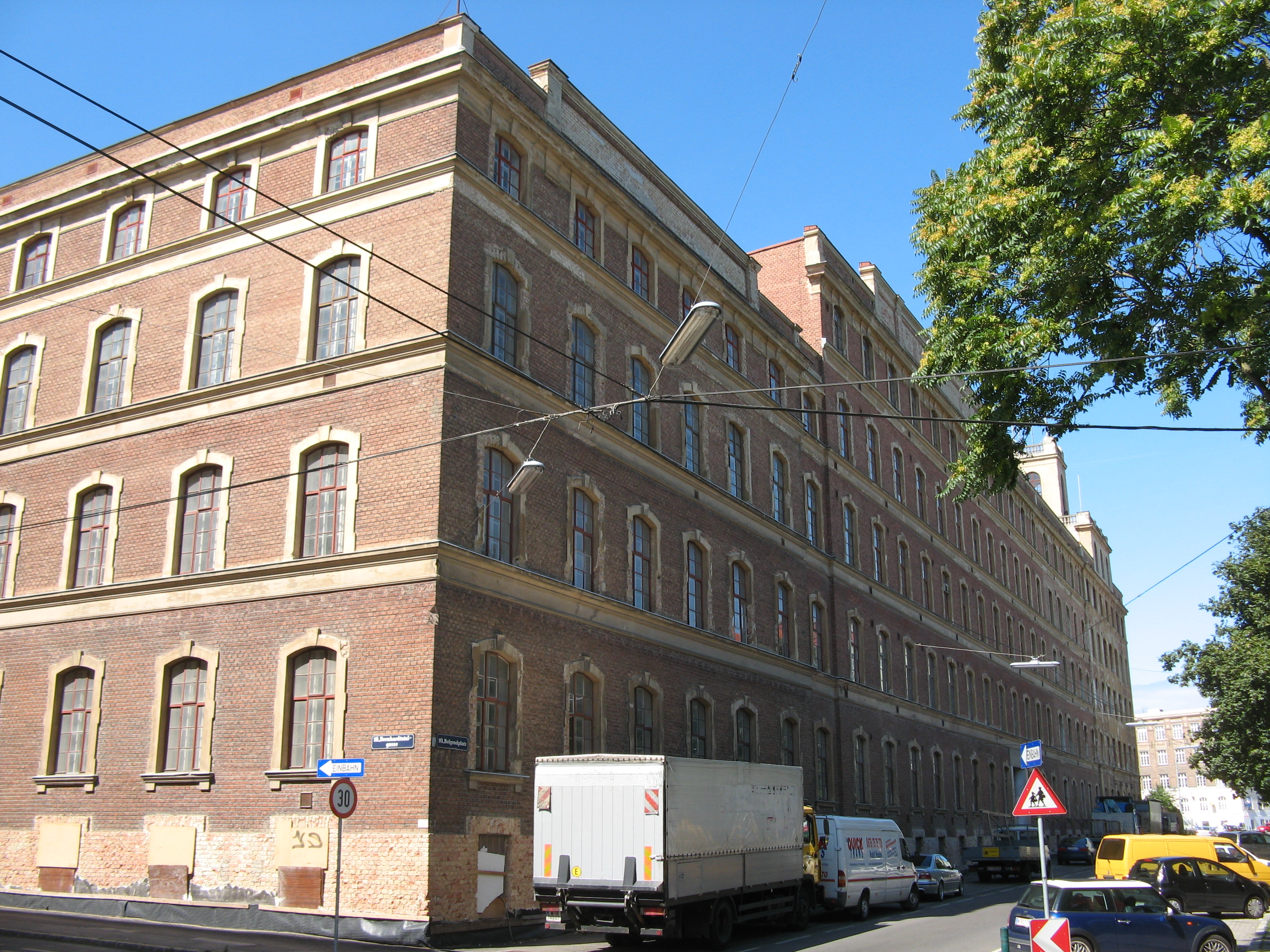
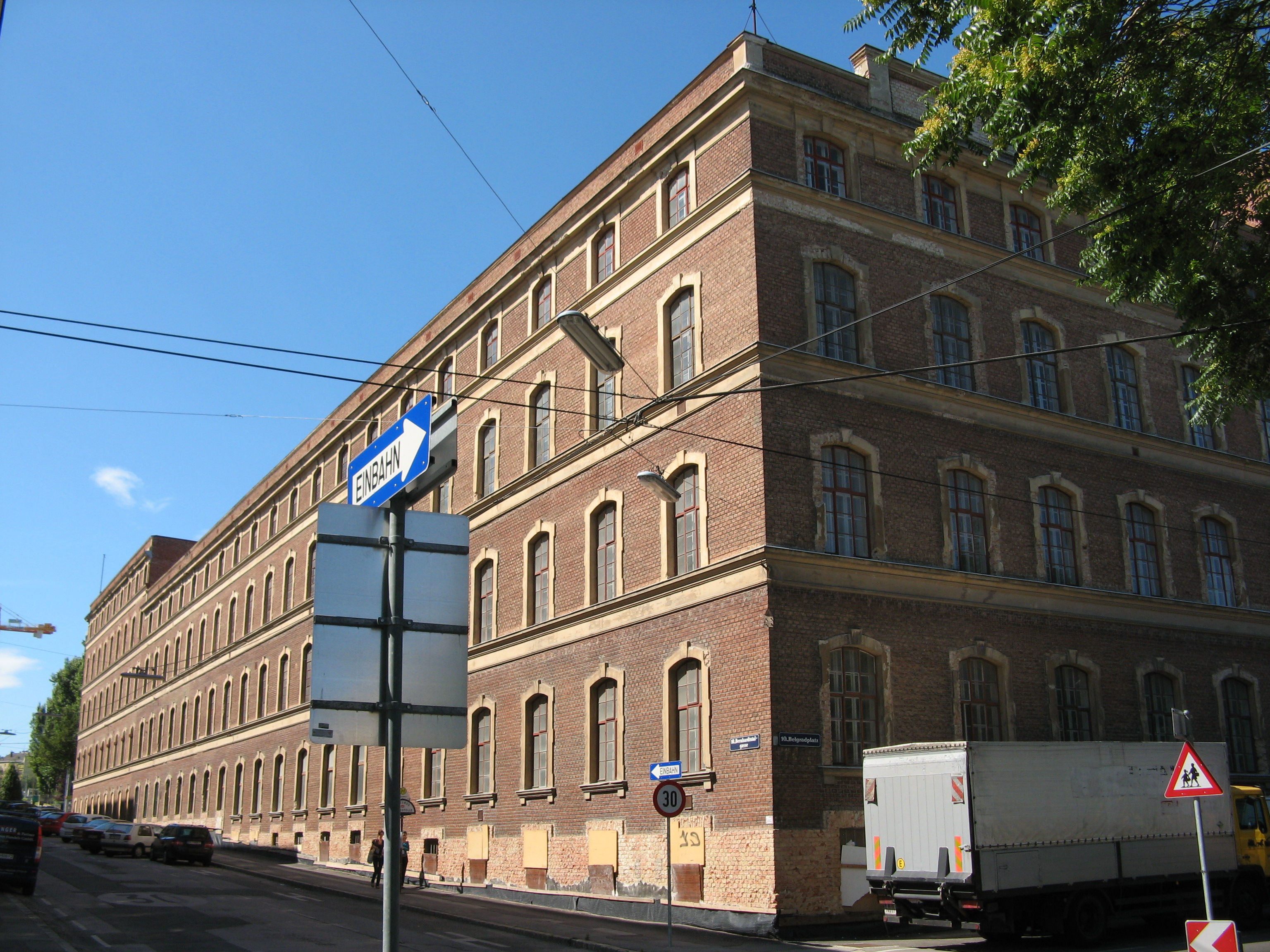
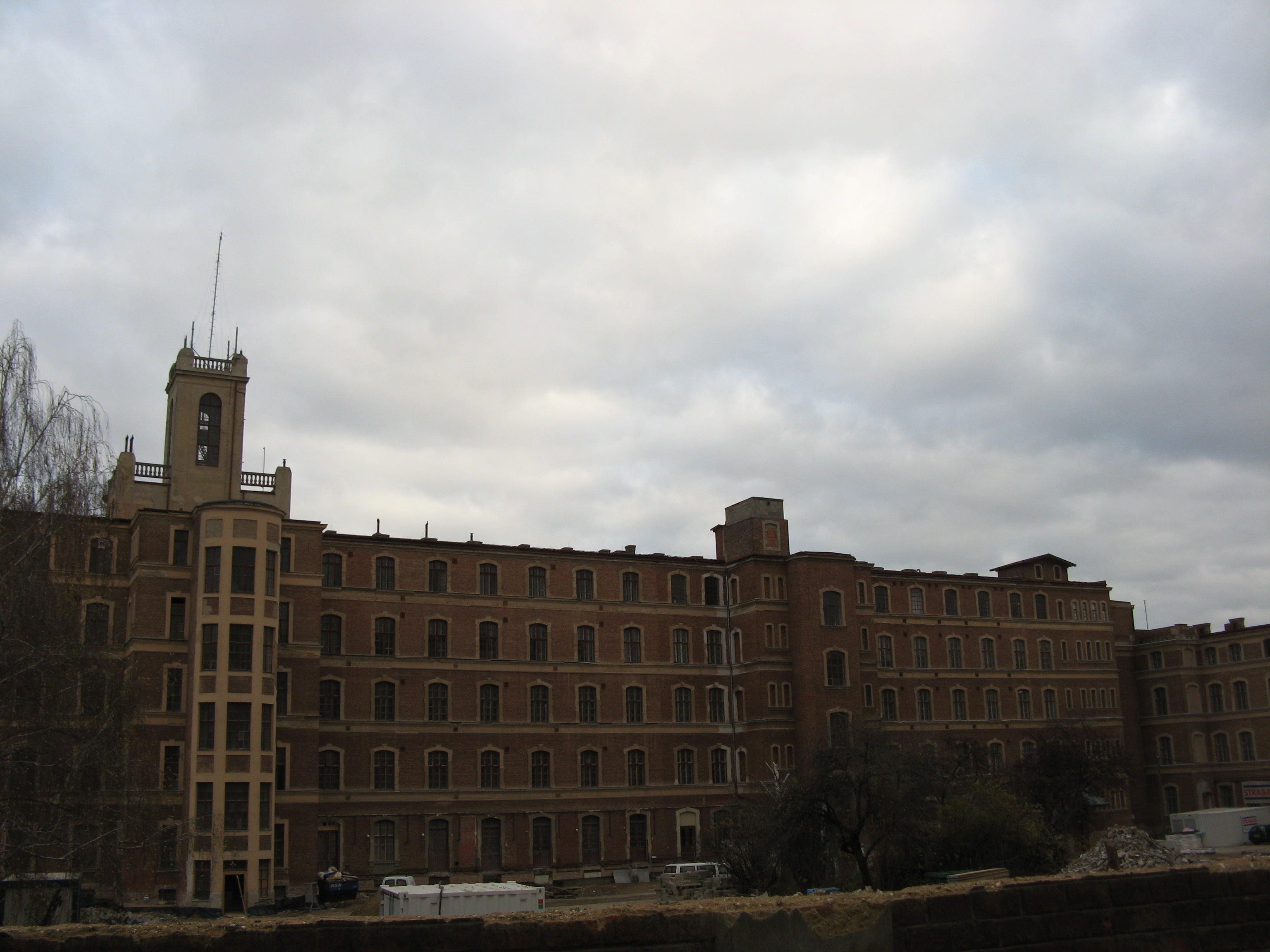
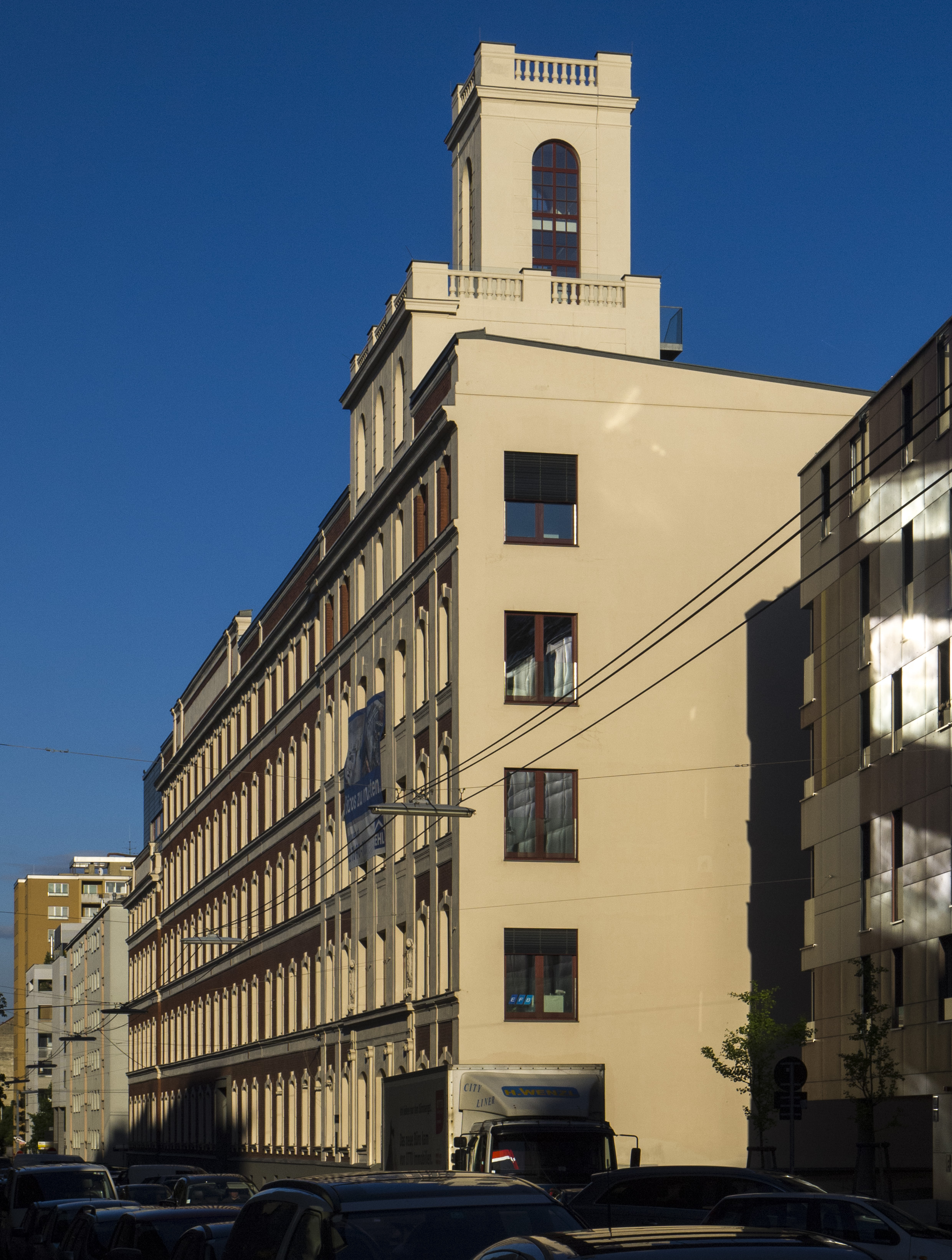